# Stegothyrium
Stegothyrium is een monotypisch geslacht in de familie Microthyriaceae. Het bevat alleen Stegothyrium denudans.